# Citlalatonac
Citlalatonac nella mitologia azteca ha creato le stelle, insieme alla sposa, Citlalicue. Questa coppia di dei viene talvolta associata alla prima coppia di esseri umani, Nata e Nena. Il dio è identificato con la via Lattea e risiede al secondo livello dei 13 cieli della religione azteca.

## Etimologia
Il nome della divinità significa "Stella che risplende" o "dove splendono le stelle".